# Дионисий I Стари
Вижте пояснителната страница за други личности с името Дионисий.
Дионисий I Стари (на старогръцки: Διονύσιος, Dionysios I: * около 430; † пролетта 367 пр.н.е.) е тиран на Сиракуза от 405 пр.н.е. до 367 пр.н.е.

## Управление
Дионисий се налага над богатата олигархия с подкрепата на въоръжена армия. Води войни срещу картагенците през 398 – 367 пр.н.е. за господство над Сицилия. През 398 г. пр.н.е. Дионисий I Стари напада изненадващо финикийския град Мотия и го обсажда, въпреки подкрепата на картагенския флот командван от Химилкон II.
Известен е с нечовешката си жестокост. Превръща Сиракуза в голям културен център.
Баща е на Дионисий Младши.

## Издания на източниците и преводи
- Friedrich Vogel: Diodori bibliotheca historica, Band 3, Teubner, Stuttgart 1964 (1893)
- Диодор: Griechische Weltgeschichte, Buch XI-XIII, von Otto Veh, Hiersemann, Stuttgart 1998, ISBN 3-7772-9739-9
- Диодор: Griechische Weltgeschichte, Buch XIV-XV, von Otto Veh, von Thomas Frigo, Hiersemann, Stuttgart 2001, ISBN 3-7772-0125-1